# 烏丸遊也
烏丸遊也（からすま ゆうや）とは 日本の俳優である。
大衆演劇の劇団時遊の座長で、俳優の都若丸の弟子である。

## 経歴
- 1988年：（昭和63年）11月12日大阪府に生まれる。
- 1992年：四歳で大衆演劇の舞台を某劇団にて踏む。
- 2011年：某劇団にて19年の役者修業を終え退団。
  - この時より脚本家活動もスタートする。
- 2011年：12月1日兵庫県「座 三和スタジオ」にて「劇団時遊」を旗揚げ。
  - 当時の芸名「遊也」
- 2013年：3月1日奈良県「羅い舞座 御所店」にて劇団名を「若丸一門 劇団時遊」に改め、芸名を「烏丸遊也」に改名。
  - この時より正式に「都若丸」と師弟関係を結ぶ。

## 人物
好きな食べ物：肉・寿司
嫌いな食べ物：すき焼き・トマト
尊敬する人物：人生の先輩全て 
意外な特技：ロデオ・津軽三味線・和太鼓・ヘアーアレンジメント 
好きなもの：映画鑑賞・音楽鑑賞 
苦手なもの：人混み（満員電車やテーマパークなど）

## 活動場所
2015年01月  安田温泉　やすらぎ　かわら座 新潟県
2014年12月  あじさい劇場 愛知県
2014年11月  信州大勝館 長野県
2014年10月  大江戸温泉物語　箕面温泉スパーガーデン 大阪府  
2014年09月  新吉宗劇場 和歌山県  
2014年08月  鈴成座 大阪府  
2014年07月  あじさい劇場 愛知県  
2014年06月  三条東映 新潟県  
2014年05月  三条東映 新潟県  
2014年04月  あじさい劇場 愛知県  
2014年03月  信州大勝館 長野県
2014年02月  安田温泉　やすらぎ　かわら座 新潟県  
2014年01月  新吉宗劇場 和歌山県
2013年11月  渚の湯 大阪府  
2013年10月  三条東映 新潟県  
2013年09月  あじさい劇場 愛知県  
2013年07月  信州大勝館 長野県  
2013年06月  三条東映 新潟県  
2013年04月  明生座 大阪府  
2013年03月  御所　羅い舞座 奈良県
2013年02月  鈴成座 大阪府  
2012年12月  座　三和スタジオ 兵庫県  
2012年11月  矢野温泉　あやめ 広島県
2012年10月  渚の湯 大阪府  
2012年08月  尼崎中央　天満座 兵庫県  
2012年07月  仏生山 香川県
2012年06月  三河・西浦温泉　葵 愛知県  
2012年05月  梅南座 大阪府  
2012年04月  三条東映 新潟県  
2012年03月  なか健康センター　なか座 茨城県
2012年02月  なか健康センター　なか座 茨城県  
2011年12月  座　三和スタジオ 兵庫県
| スタブアイコン | サブスタブ | この項目は、まだ閲覧者の調べものの参照としては役立たない、俳優（男優・女優）に関連した書きかけの項目です。この項目を加筆・訂正などしてくださる協力者を求めています（P:映画/PJ芸能人）。 |